# Меллорі Франклін
Меллорі Франклін (англ. Mallory Franklin, нар. 19 червня 1994) — британська веслувальниця, срібна призерка Олімпійських ігор 2020 року.

## Виступи на Олімпіадах
| Олімпіада  | Дисципліна             | Місце |
| ---------- | ---------------------- | ----- |
| Токіо 2020 | каное-одиночки, слалом | 2     |
| Париж 2024 | каное-одиночки, слалом | 12    |
| Париж 2024 | байдарка-крос          | 13    |

## Зовнішні посилання
- Меллорі Франклін на сайті International Canoe Federation (англійська)
- Меллорі Франклін на сайті Olympedia (англійська)
- Меллорі Франклін на сайті British Olympic Association (англійська)